# Alchemilla pilicincta
Alchemilla pilicincta é uma espécie de rosácea do gênero Alchemilla, pertencente à família Rosaceae.